# Katarína Studeníková
Katarína Studeníková (Bratislava, 2 september 1972) is een tennisspeelster uit Slowakije.
In 1993 plaatste Studeníková zich voor Roland Garros en speelde ze haar eerste grandslamtoernooi.
In de periode 1994–1998 nam Studeníková voor Slowakije deel aan de Fed Cup, waarvoor ze in totaal zes partijen speelde.
In 1996 nam Studeníková voor Slowakije deel aan de Olympische Zomerspelen in Atlanta, waar ze in de eerste ronde verloor van de Japanse Ai Sugiyama.
Haar beste resultaat op de grandslamtoernooien is het bereiken van de vierde ronde, eenmaal op het US Open 1995 (waar zij Laurence Courtois en Ai Sugiyama versloeg) en andermaal op Wimbledon 1996 (waar zij sterker was dan Monica Seles en Dominique Van Roost). In december 1996 bereikte Studeníková de 31e positie op de wereldranglijst in het enkelspel.

## Posities op deWTA-ranglijst
Positie per einde seizoen:
| jaar | rang enkelspel | rang dubbelspel |
| ---- | -------------- | --------------- |
| 1990 | 632            | 441             |
| 1991 | 312            | 253             |
| 1992 | 145            | 259             |
| 1993 | 76             | 188             |
| 1994 | 121            | 143             |
| 1995 | 72             | 69              |
| 1996 | 31             | 139             |
| 1997 | 72             | 157             |
| 1998 | 104            | 294             |
| 1999 | 213            | –               |

## Palmares
| Legenda                |
| ---------------------- |
| Grandslamtoernooi      |
| Olympische Spelen      |
| Year-End Championships |
| Tier I                 |
| Tier II                |
| Tier III               |
| Tier IV & V            |

### WTA-finaleplaatsen enkelspel
geen

### WTA-finaleplaatsen vrouwendubbelspel
| nr.              | finale     | toernooi    | ondergrond | partner       | tegenstandsters              | score    |
| ---------------- | ---------- | ----------- | ---------- | ------------- | ---------------------------- | -------- |
| gewonnen finales |            |             |            |               |                              |          |
| geen             |            |             |            |               |                              |          |
| verloren finales |            |             |            |               |                              |          |
| 1.               | 1995-07-16 | WTA Palermo | gravel     | Petra Schwarz | Radka Bobková Petra Langrová | 4-6, 1-6 |

## Resultaten grandslamtoernooien
| Legenda | Legenda                          |
| ------- | -------------------------------- |
| g.t.    | geen toernooi gehouden           |
| l.c.    | lagere categorie                 |
| –       | niet deelgenomen                 |
| G       | uitgeschakeld in de groepsfase   |
| 1R      | uitgeschakeld in de eerste ronde |
| 2R      | uitgeschakeld in de tweede ronde |
| 3R      | uitgeschakeld in de derde ronde  |
| 4R      | uitgeschakeld in de vierde ronde |
| KF      | uitgeschakeld in de kwartfinale  |
| HF      | uitgeschakeld in de halve finale |
| F       | de finale verloren               |
| W       | het toernooi gewonnen            |
| w-v     | winst/verlies-balans             |

### Enkelspel
| toernooi        | 1993 | 1994 | 1995 | 1996 | 1997 | 1998 | 1999 |
| --------------- | ---- | ---- | ---- | ---- | ---- | ---- | ---- |
| Australian Open | –    | 1R   | 1R   | 2R   | 1R   | 1R   | 1R   |
| Roland Garros   | 1R   | 1R   | 1R   | 1R   | 2R   | 2R   | 1R   |
| Wimbledon       | 1R   | 1R   | 1R   | 4R   | 1R   | 1R   | 2R   |
| US Open         | –    | 2R   | 4R   | 1R   | 1R   | 1R   | –    |

### Vrouwendubbelspel
| toernooi        | 1995 | 1996 | 1997 |
| --------------- | ---- | ---- | ---- |
| Australian Open | 1R   | 2R   | 1R   |
| Roland Garros   | 1R   | 1R   | –    |
| Wimbledon       | –    | 1R   | 1R   |
| US Open         | 2R   | 1R   | 1R   |